# Villa Käthe-Kollwitz-Straße 13 (Radebeul)
Die Villa in der Käthe-Kollwitz-Straße 13 steht im Stadtteil Kötzschenbroda der sächsischen Stadt Radebeul, oberhalb der Meißner Straße. Die Villa wurde 1874/1876 durch den Baumeister Moritz Große nach eigenem Entwurf errichtet.

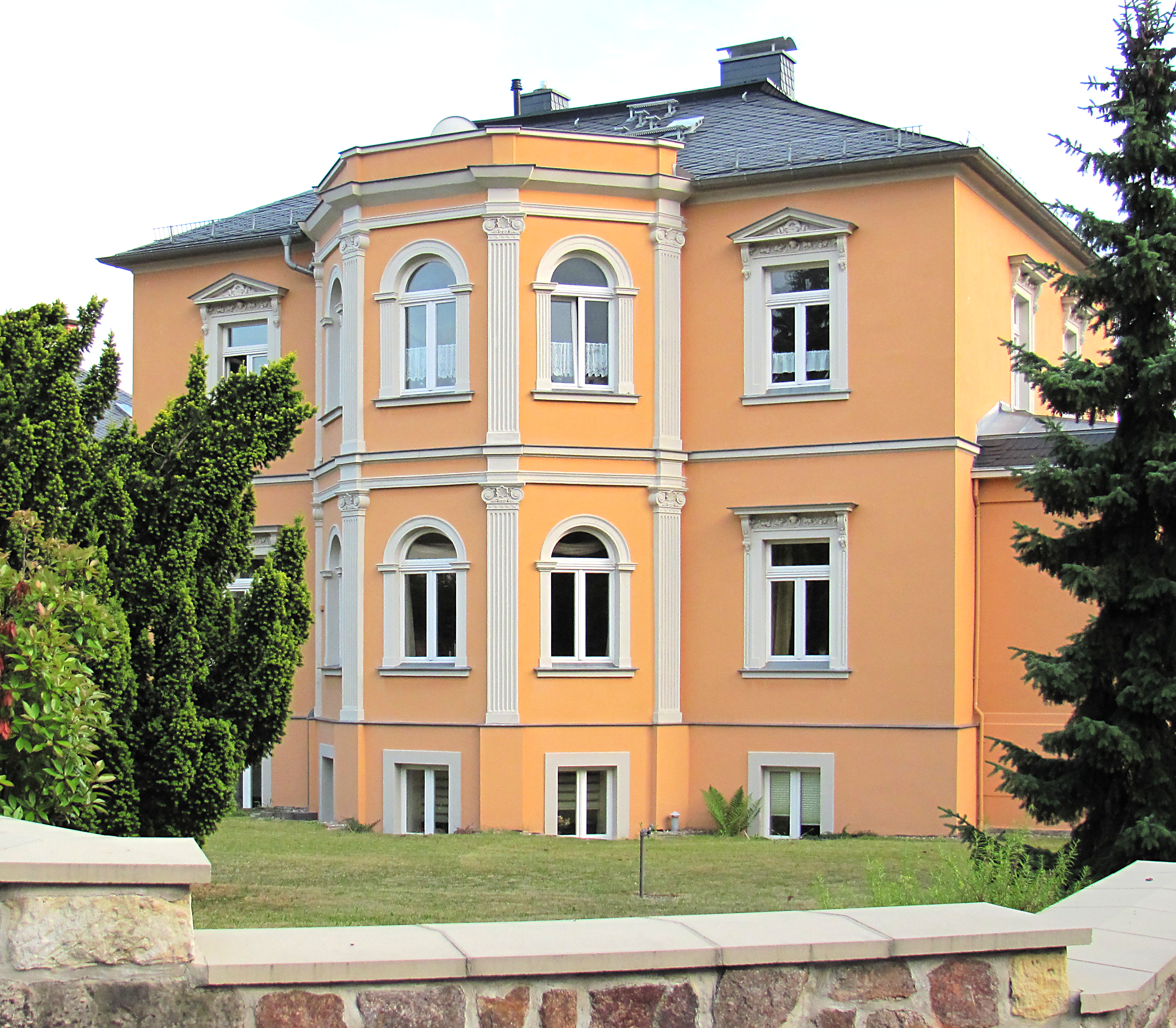
Villa Käthe-Kollwitz-Straße 13

## Beschreibung

Käthe-Kollwitz-Straße 13 steht am linken Bildrand auf mittlerer Höhe (1910), rechts daneben die Nr. 16

Die denkmalgeschützte Villa steht auf einem Eckgrundstück zur Straße Am Bornberge, wo die Käthe-Kollwitz-Straße von Kötzschenbroda nach Niederlößnitz wechselt. Das zweigeschossige Wohnhaus steht auf einem ausgebauten, verputzten Souterraingeschoss. Es hat ein flaches, schiefergedecktes Walmdach.
In der nördlichen, fünfachsigen Hauptansicht zur Straße Am Bornberge steht über die gesamte Höhe ein dreiachsiger, polygonaler Mittelrisalit, der pilastergeschmückt ist und obenauf eine Attika zeigt. In der Straßenansicht zur Käthe-Kollwitz-Straße steht ein eingeschossiger Anbau.
Zur Hofseite nach Süden steht ein Treppenhausrisalit mit einem Dreiecksgiebel sowie einem angebauten Eingangsvorbau im Hochparterre mit einer Freitreppe dorthin. Dem Risalit ist eine verglaste Holzveranda mit einem Austritt obenauf vorgelegt. Vor der Südseite des Eingangsvorbaus steht ein funktionsfähiges, halbrundes Brunnenbecken.
Der leicht reduzierte Putzbau wird durch Gesimse gegliedert und zeigt einige Stuckornamentik. Die Fenster werden von Sandsteingewänden eingefasst, die in der Hauptansicht durch einige Verdachungen bekrönt werden.
Hinter der Einfriedung an der Straßenkreuzung sind noch die Reste des ehemaligen Eckhügels zu erkennen.
Der gleiche Dresdner Villentyp der Semper-Nicolai-Schule wurde, reicher verziert, als Haus Herbig auf der Moritzburger Straße 40 durch den Baumeister Friedrich Rößler realisiert.

## Geschichte
Baumeister Moritz Große, dem zu jener Zeit eine Anzahl Bauflächen auf der Käthe-Kollwitz-Straße gehörten, reichte im Juli 1874 als Bauender und Ausführender den Bauantrag für eine Villa ein, der im Oktober 1874 genehmigt wurde. Die Baurevision des fertiggestellten Gebäudes im Mai 1876 fand bereits für den neuen Eigentümer statt. 1890 baute Großes Unternehmen eine Veranda an, 1891 den Anbau in der Käthe-Kollwitz-Straße.
Im Jahr 1918 ließ Ernst Feind, Direktor der Vereinigten Eschebach'schen Werke, Veränderungen im Inneren sowie des Eingangsvorbaus vornehmen.
Heute ist das Wohnhaus saniert und wird als Mietvilla genutzt.